# Карачаколь
Карачако́ль (каз. Қарашакөл) — село у складі Карабалицького району Костанайської області Казахстану. Входить до складу Кособинського округу.
Населення — 36 осіб (2021; 76 у 2009, 165 у 1999, 352 у 1989).